# Рон Флокгарт
Рон Флокгарт (англ. Ron Flockhart; нар. 10 жовтня 1960, Смітерс) — канадський хокеїст, що грав на позиції центрального нападника.

## Ігрова кар'єра
Хокейну кар'єру розпочав 1977 року виступами за юніорську команду «Медисин-Гат Тайгерс» (ЗХЛ), наступного сезону перейшов до іншого представника ліги «Реджайна Петс».
Сезон 1980/81 розпочав у складі клубу «Мен Марінерс» (АХЛ), а завершував захищаючи кольори команди НХЛ «Філадельфія Флаєрс», у складі філадельфійців відіграв чотири роки. 
З 1984 по 1985 виступав у складі команд «Піттсбург Пінгвінс» та «Монреаль Канадієнс». Згодом три сезони захищав кольори клубу «Сент-Луїс Блюз», завершив НХЛівську кар'єру в складі «Бостон Брюїнс» у сезоні 1988/89, після чого перебрався до Європи, де ще два сезони відіграв в італійських клубах «Кортіна-д'Ампеццо» та «Больцано».
Загалом провів 472 матчі в НХЛ, включаючи 19 ігор плей-оф Кубка Стенлі.

## Статистика
| Сезон        | Клуб                  | Ліга         | Регулярний сезон | Регулярний сезон | Регулярний сезон | Регулярний сезон | Регулярний сезон | Плей-оф | Плей-оф | Плей-оф | Плей-оф | Плей-оф |
| Сезон        | Клуб                  | Ліга         | І                | Г                | П                | О                | ШХ               | І       | Г       | П       | О       | ШХ      |
| ------------ | --------------------- | ------------ | ---------------- | ---------------- | ---------------- | ---------------- | ---------------- | ------- | ------- | ------- | ------- | ------- |
| 1977–78      | «Медисин-Гат Тайгерс» | ЗХЛ          | 5                | 1                | 0                | 1                | 2                | —       | —       | —       | —       | —       |
| 1979–80      | «Реджайна Петс»       | ЗХЛ          | 65               | 54               | 76               | 130              | 63               | 17      | 11      | 23      | 34      | 18      |
| 1980–81      | «Мен Марінерс»        | АХЛ          | 59               | 33               | 33               | 66               | 76               | —       | —       | —       | —       | —       |
| 1980–81      | «Філадельфія Флаєрс»  | НХЛ          | 14               | 3                | 7                | 10               | 11               | 3       | 1       | 0       | 1       | 2       |
| 1981–82      | «Філадельфія Флаєрс»  | НХЛ          | 72               | 33               | 39               | 72               | 44               | 4       | 0       | 1       | 1       | 2       |
| 1982–83      | «Філадельфія Флаєрс»  | НХЛ          | 73               | 29               | 31               | 60               | 49               | 2       | 1       | 1       | 2       | 2       |
| 1983–84      | «Філадельфія Флаєрс»  | НХЛ          | 8                | 0                | 3                | 3                | 4                | —       | —       | —       | —       | —       |
| 1983–84      | «Піттсбург Пінгвінс»  | НХЛ          | 68               | 27               | 18               | 45               | 40               | —       | —       | —       | —       | —       |
| 1984–85      | «Піттсбург Пінгвінс»  | НХЛ          | 12               | 0                | 5                | 5                | 4                | —       | —       | —       | —       | —       |
| 1984–85      | «Монреаль Канадієнс»  | НХЛ          | 42               | 10               | 12               | 22               | 14               | 2       | 1       | 1       | 2       | 2       |
| 1985–86      | «Сент-Луїс Блюз»      | НХЛ          | 79               | 22               | 45               | 67               | 26               | 8       | 1       | 3       | 4       | 6       |
| 1986–87      | «Сент-Луїс Блюз»      | НХЛ          | 60               | 16               | 19               | 35               | 12               | —       | —       | —       | —       | —       |
| 1987–88      | «Сент-Луїс Блюз»      | НХЛ          | 21               | 5                | 4                | 9                | 4                | —       | —       | —       | —       | —       |
| 1988–89      | «Пеорія Рівермен»     | ІХЛ          | 2                | 0                | 2                | 2                | 0                | —       | —       | —       | —       | —       |
| 1988–89      | «Мен Марінерс»        | АХЛ          | 9                | 5                | 6                | 11               | 0                | —       | —       | —       | —       | —       |
| 1988–89      | «Бостон Брюїнс»       | НХЛ          | 4                | 0                | 0                | 0                | 0                | —       | —       | —       | —       | —       |
| 1988–89      | «Кортіна-д'Ампеццо»   | Серія А      | 31               | 31               | 34               | 65               | 25               | —       | —       | —       | —       | —       |
| 1989–90      | «Больцано»            | Серія А      | 40               | 53               | 94               | 147              | 15               | —       | —       | —       | —       | —       |
| 1990–91      | «Больцано»            | Серія А      | 33               | 36               | 44               | 80               | 32               | —       | —       | —       | —       | —       |
| Усього в НХЛ | Усього в НХЛ          | Усього в НХЛ | 453              | 145              | 183              | 328              | 208              | 19      | 4       | 6       | 10      | 14      |